# فرانكو فونتانا (مصور)
فرانكو فونتانا (بالإيطالية: Franco Fontana)‏ (و. 1933  م) هو مصور، وكاتب، وصحفي إيطالي، ولد في مودينا.